# Virginia Slims of Washington 1989
Virginia Slims of Washington 1989 — жіночий тенісний турнір, що проходив на закритих кортах з килимовим покриттям Patriot Center у Феєрфаксі (США). Належав до турнірів 5-ї категорії в рамках Туру WTA 1989. Тривав з 13 до 19 лютого 1989 року. Перша сіяна Штеффі Граф здобула титул в одиночному розряді.

## Фінальна частина

### Одиночний розряд
Штеффі Граф —  Зіна Гаррісон 6–1, 7–5
- Для Граф це був 2-й титул в одиночному розряді за рік і 32-й — за Статистика Штеффі Граф за кар'єру.

### Парний розряд
Бетсі Нагелсен /  Пем Шрайвер —  Лариса Савченко /  Наташа Звєрєва 6–2, 6–3
- Для Нагелсен це був 1-й титул за рік і 19-й — за кар'єру. Для Шрайвер це був 3-й титул за сезон і 119-й — за кар'єру.